# Dance Central 3
Dance Central 3 é um jogo de dança, desenvolvido por Harmonix Music Systems e co-desenvolvido por Backbone Entertainment e publicado pela Microsoft Game Studios. Foi anunciado na E3 durante a conferência de imprensa da Microsoft. O jogo foi lançado em 16 de outubro de 2012 nos Estados Unidos, Canadá e America Latina, e em 19 de outubro de 2012 na Europa, Ásia, Austrália e Japão. Até agora, as novas canções deixaram de ser adicionadas desde abril de 2013 para fazer seus primeiros testes do quarto título (Dance Central: Spotlight) para o Xbox One ainda em 2013, mas só foi concluído para ser divulgado em junho de 2014 pela E3, portanto, este terceiro título viria ser a último lançado pelo XBox 360.
Em dezembro de 2022, a Epic Games – proprietária dos estúdios Harmonix desde 2021 anunciou que os servidores e todos os serviços online seriam desligados em 24 de janeiro de 2023.

## Jogabilidade
É similar aos outros dois jogos da série nos quais os jogadores seguem os passos de dança que são captados pelo Xbox Kinect. Quanto maior a precisão da dança dos jogadores, mais pontos eles ganham. Dificuldades mais difíceis significam movimentos mais difíceis para os jogadores acompanharem.
Uma novidade no Dance Central 3 é o modo "Batalha de equipes" onde duas equipes de até quatro se encaram em uma série de performances, batalhas de danças e mini-games. Haverá o mini-game "mantenha o ritmo" no qual o jogador deverá acompanhar o ritmo e "Crie seu passo" em que os jogadores competem criando novos passos. Também novo no Dance Central, é o modo Iniciante, para pessoas completamente novas ao jogo, e O modo "Hora da Festa", onde músicas aleatórias e mini-games são jogados e conforme as pessoas jogam, eles são progressivamente movidos para uma dificuldade acima ou abaixo conforme a qualidade de suas performances.

## Personagens
Na E3 foi revelado que cada "crew" (dupla) no jogo representaria uma década diferente. Lu$h Crew representa os anos 70s (com a exceção de "Electric Boogie", que será atribuída ao Hi-Def). Hi-Def representa os anos 80, Flash4wrd representa os anos 90s, Riptide representa os anos 2000, (Onde apresentavam o programa ficticio: "Dance Central Live") e DCI representa os anos 2010 até os dias atuais.
Personagens em roxo são personagens novos.
| Personagem                 | Crew           |
| -------------------------- | -------------- |
| Rasa                       | DCI Crew       |
| Lima                       | DCI Crew       |
| Angel                      | Lu$h Crew      |
| Miss Aubrey                | Lu$h Crew      |
| Mo                         | Hi-Def         |
| Glitch                     | Hi-Def         |
| Taye                       | Flash4wrd      |
| Li'l T.                    | Flash4wrd      |
| Emilia                     | Riptide        |
| Bodie                      | Riptide        |
| Dr. Tan                    | M.O.C          |
| Oblio                      | M.O.C          |
| Maccoy                     | D-Coy          |
| Dare                       | D-Coy          |
| Kerith                     | The Glitterati |
| Jaryn                      | The Glitterati |
| Cyph56                     | D-Cypher       |
| Cyph78                     | D-Cypher       |
| Frenchy                    | Icon Crew      |
| Marcos                     | Icon Crew      |
| Shinju, a.k.a "Pink Ninja" | Ninja Crew     |
| Kichi, a.k.a "Blue Ninja"  | Ninja Crew'    |

## Trilha sonora
As 46 músicas a seguir aparecem no CD do Dance Central 3. Também, no desafio principal cada crew tem 9 músicas. Todas as músicas em azul são Era Crazes no Modo História. Todas as músicas estão desbloqueados desde o início com exceção da música Tan-Step que é desbloqueada após subir de level.
| Música                                    | Artista                                          | Década | Coreógrafo(a)      | Dificuldade (Em uma escala de 0 a 7) | Crew       | Personagem  |
| ----------------------------------------- | ------------------------------------------------ | ------ | ------------------ | ------------------------------------ | ---------- | ----------- |
| "1, 2 Step"                               | Ciara ft. Missy Elliott                          | 2000s  | Chanel Thompson    | 2                                    | Riptide    | Emilia      |
| "Ain't 2 Proud 2 Beg"                     | TLC                                              | 1990s  | TBA                | 4                                    | Flash4wrd  | Taye        |
| "Around the World"                        | Daft Punk                                        | 1990s  | Kunle Oladehin     | 6                                    | Hi-Def     | Mo          |
| "Bass Down Low"                           | Dev ft. The Cataracs                             | 2010s  | Nick DeMoura       | 5                                    | DCI Crew   | Rasa        |
| "Better Off Alone"                        | Alice DeeJay                                     | 1990s  | Marcos Aguirre     | 1                                    | Lu$h Crew  | Angel       |
| "Beware of the Boys (Mundian To Bach Ke)" | Panjabi MC                                       | 2000s  | Ricardo Foster Jr. | 5                                    | Hi-Def     | Glitch      |
| "Boom Boom Pow"                           | The Black Eyed Peas                              | 2000s  | Marcos Aguirre     | 3                                    | Lu$h Crew  | Miss Aubrey |
| "Boyfriend"                               | Justin Bieber                                    | 2010s  | Nick DeMoura       | 3                                    | DCI Crew   | Rasa        |
| "Calabria (2008)"                         | Enur ft. Natasja                                 | 2000s  | Chanel Thompson    | 5                                    | Riptide    | Emilia      |
| "Ching-A-Ling"                            | Missy Elliott                                    | 2000s  | TBA                | 5                                    | Lu$h Crew  | Miss Aubrey |
| "Cupid Shuffle"                           | Cupid                                            | 2000s  | Devin Woolridge    | 3                                    | Riptide    | Bodie       |
| "Da Butt"                                 | E.U.                                             | 1980s  | Ricardo Foster Jr. | 3                                    | Hi-Def     | Glitch      |
| "Disco Inferno"                           | The Trammps                                      | 1970s  | Frenchy Hernandez  | 3                                    | Lu$h Crew  | Miss Aubrey |
| "Electric Boogie"*                        | Marcia Griffiths                                 | 1980s  | Kunle Oladehin     | 4                                    | Hi-Def     | Mo          |
| "Everybody (Backstreet's Back)"           | Backstreet Boys                                  | 1990s  | Spikey Soria       | 4                                    | Flash4wrd  | Lil'T       |
| "Firework"                                | Katy Perry                                       | 2010s  | Chanel Thompson    | 3                                    | Riptide    | Emilia      |
| "Get Low"                                 | Lil Jon & The East Side Boyz ft. Ying Yang Twins | 2000s  | Devin Woolridge    | 5                                    | Riptide    | Bodie       |
| "Hello"                                   | Martin Solveig ft. Dragonette                    | 2010s  | Marcos Aguirre     | 5                                    | Lu$h Crew  | Miss Aubrey |
| "I Am The Best (Original Version)"        | 2NE1                                             | 2010s  | Frenchy Hernandez  | 5                                    | D-Coy      | Dare        |
| "I Will Survive"                          | Gloria Gaynor                                    | 1970s  | Frenchy Hernandez  | 3                                    | Lu$h Crew  | Miss Aubrey |
| "Ice Ice Baby"                            | Vanilla Ice                                      | 1990s  | Marcos Aguirre     | 3                                    | Flash4wrd  | Lil'T       |
| "In Da Club"                              | 50 Cent                                          | 2000s  | Devin Woolridge    | 2                                    | Riptide    | Bodie       |
| "Let the Music Play"                      | Shannon                                          | 1980s  | Ricardo Foster Jr. | 4                                    | Hi-Def     | Mo          |
| "Macarena (Bayside Boys Mix)"             | Los Del Rio                                      | 1990s  | Frenchy Hernandez  | 2                                    | Flash4wrd  | Taye        |
| "Moves Like Jagger"                       | Maroon 5 ft. Christina Aguilera                  | 2010s  | Devin Woolridge    | 6                                    | Riptide    | Bodie       |
| "Mr. Saxobeat"                            | Alexandra Stan                                   | 2010s  | Marcos Aguirre     | 4                                    | DCI Crew   | Lima        |
| "Now That We Found Love"                  | Heavy D & The Boyz Feat. Aaron Hall              | 1990s  | Chanel Thompson    | 6                                    | Flash4wrd  | Taye        |
| "OMG"                                     | Usher ft. will.i.am                              | 2010s  | Usher**            | 7                                    | DCI Crew   | Rasa        |
| "On The Floor"                            | Jennifer Lopez ft. Pitbull                       | 2010s  | Chanel Thompson    | 5                                    | Riptide    | Emilia      |
| "Samba De Janeiro"                        | Bellini                                          | 1990s  | TBA                | 5                                    | Riptide    | Bodie       |
| "Scream"                                  | Usher                                            | 2010s  | Usher**            | 5                                    | DCI Crew   | Rasa        |
| "Sexy and I Know It"                      | LMFAO                                            | 2010s  | Torey Nelson       | 6                                    | DCI Crew   | McCoy       |
| "Starships"                               | Nicki Minaj                                      | 2010s  | Nick DeMoura       | 2                                    | DCI Crew   | Rasa        |
| "Stereo Love"                             | Edward Maya & Vika Jigulina                      | 2000s  | Marcos Aguirre     | 4                                    | Lu$h crew  | Angel       |
| "Stronger (What Doesn't Kill You)"        | Kelly Clarkson                                   | 2010s  | TBA                | 7                                    | Flash4ward | Lil'T       |
| "Supersonic"                              | J.J. Fad                                         | 1980s  | Ricardo Foster Jr. | 6                                    | Hi-Def     | Glitch      |
| "Tan-Step"                                | M-Cue                                            | 2010s  | Ricardo Foster Jr. | 5                                    | M.O.C.     | Dr.Tan      |
| "Take Over Control"                       | Afrojack ft. Eva Simons                          | 2000s  | Spikey Soria       | 5                                    | Flash4wrd  | Taye        |
| "Teach Me How to Dougie"                  | Cali Swag District                               | 2010s  | Torey Nelson       | 5                                    | DCI Crew   | Lima        |
| "The Hustle"                              | Van McCoy                                        | 1970s  | Marcos Aguirre     | 1                                    | Lu$h Crew  | Angel       |
| "Turn The Beat Around"                    | Vicki Sue Robinson                               | 1970s  | Marcos Aguirre     | 3                                    | Lu$h Crew  | Angel       |
| "(When You Gonna) Give It Up to Me"       | Sean Paul ft. Keyshia Cole                       | 2000s  | TBA                | 2                                    | Hi-Def     | Glitch      |
| "Wild Ones"                               | Flo Rida                                         | 2010s  | Kunle Oladehin     | 5                                    | Hi-Def     | Mo          |
| "Y.M.C.A."                                | Village People                                   | 1970s  | Marcos Aguirre     | 5                                    | Lu$h Crew  | Angel       |
| "You Got It (The Right Stuff)"            | New Kids On The Block                            | 1980s  | Kunle Oladehin     | 3                                    | Hi-Def     | Mo          |
| "You Make Me Feel…"                       | Cobra Starship ft. Sabi                          | 2010s  | Torey Nelson       | 7                                    | DCI Crew   | Lima        |

## Prêmios e indicações
Durante o 16º Prêmio Anual D.I.C.E., a Academia de Artes & Ciências Interativas nomeado Dance Central 3 para "Family Game of the Year".